# Zahir Ihaddaden
Pour les articles homonymes, voir Ihaddaden (homonymie).
Zahir Ihaddaden (en kabyle : Zahir Iḥeddaden), né le 17 juillet 1929 dans le village de Timzeghra, Sidi-Aïch et mort le 20 janvier 2018 à l'Hôpital militaire de Aïn Naâdja, à Alger, est un moujahid, historien, écrivain, journaliste à El Moudjahid, professeur universitaire, chercheur et militant au sein du PPA.
Il est également l'un des fondateurs et le premier président de l'École supérieure de journalisme d'Alger.

## Publications
- L'Histoire de la presse indigène en Algérie, des origines jusqu'en 1930, 1978  (ISBN 9961-751-11-6).
- La Presse algérienne de 1965 à nos jours, 1985  (ISBN 9961-751-04-3).
- Causeries sur l'Islam et les musulmans, Alger : Editions Dahlab, 1996  (ISBN 9961-610-93-8).
- Šaẖṣiyyāt wa-mawāqif tārīẖiyyaẗ, Alger : Dar Al Turath, 2002
- Regard sur l'histoire de l'Algérie, Alger : Dar Al Turath, 2002  (ISBN 9961-751-00-0)
- L'information en Algérie de 1965 à 1982, OPU : 2012  (ISBN 978-9961-0-1568-1)
- Bejaia à l'époque de sa splendeur (1060-1555), Editions Dahleb, 2012
- L'histoire décolonisée du Maghreb, Editions Dahleb, 2013
- Itinéraire d'un militant, Editions Dahleb, 2017  (ISBN 978-9961-61-313-9)